# کارلو واهاماکی
کارلو وَهَمَکی (فنلاندی: Kaarlo Vähämäki; ۳۰ مهٔ ۱۸۹۲ – ۱ ژانویهٔ ۱۹۸۴) ژیمناست هنری اهل فنلاند بود.